# António Pinho Vargas
António Pinho Vargas (født 15. august 1951 i Vila Nova de Gaia, Portugal) er en portugisisk komponist, pianist, lærer og skribent.
Vargas studerede komposition og klaver på Rotterdam Musikkonservatorium (1987-1990). Han begyndte at undervise i komposition (1991) på Escola Superior de Música i Lissabon, og skrev soundtracks til mange portugisiske film og teater stykker.
Vargas har også skrevet orkesterværker, koncertmusik, oratorier, kammermusik, operaer, strygerkvartetter, jazzkompositioner etc.
Han var i en periode udøvende jazzpianist, og indspillede plader med egne grupper, f.eks. albummet Outros Lugares (1983).
Vargas har også skrevet bøger , historier og anmeldelser om musik. Han er i dag freelance komponist primært i den klassiske Verden.

## Udvalgte værker
- Qardros - (Moderne kunst) - (2014) - for orkester
- Violinkoncert "Til Minde Om Gareguin Aroutiounian" - (2016) - for violin og orkester
- Graffiti - (2006) - for stort orkester
- De Profundis - opera/oratorium - (2014) - kor a cappella
- Tempos difíceis (1988) - filmmusik
- Spejle - (1989) - for solo klaver